# 上海教育

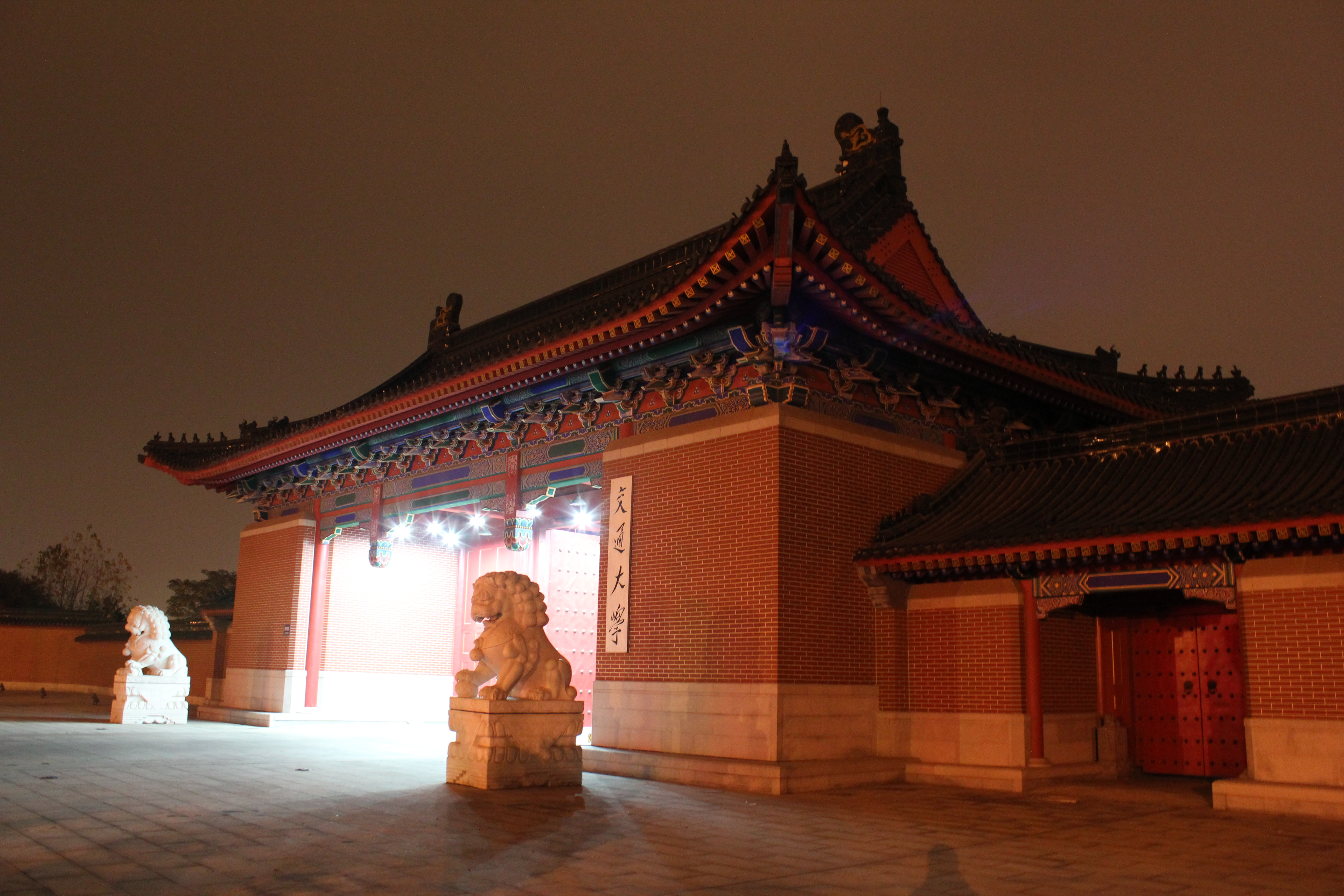
上海交通大学

上海是中华人民共和国的直辖市和国家中心城市，教育质量在全国处于前列。上海拥有100多所科研机构，10万科研人员，及100多所专业技术培训机构。

## 学前教育
学前教育机构主要包括托儿所和幼儿园，学前教育为非义务教育。幼儿园为三年制，主要为年龄较大的学龄前儿童提供学前教育，而托儿所的主要任务是照顾婴幼儿和培养他们的生活能力。

## 基础教育
上海是中国基础教育最发达的地区之一。在国际学生能力评估计划（PISA）中，上海的学生连续两届（2009年、2012年）在全部三个单项（数学、科学、阅读）测试中均列世界第一，并呈现出上海的义务教育校际差异小、均衡程度高的特点。
2021年3月，复旦大学面向上海市所有高中高一年级在读学生開展“周末学堂——复旦大学拔尖学科高中先修计划”。第二期於2022年2月啟動。第三期於2023年2月啟動。
2022年9月，上海市教育委员会等七部门印发《关于进一步促进本市义务教育学校建设的实施意见》，要求所有教室配备空调。
截至2022年10月，上海的学区化集团化办学发展至275个，已覆盖约85%的义务教育学校。

### 学制
| 高级中学 （普通高中、中專、中职） | 高级中学 （普通高中、中專、中职） | 高三           |
| 高级中学 （普通高中、中專、中职） | 高级中学 （普通高中、中專、中职） | 高二           |
| 高级中学 （普通高中、中專、中职） | 高级中学 （普通高中、中專、中职） | 高一           |
| 初級中學                          | 初級中學                          | 九年級（初三） |
| 初級中學                          | 初級中學                          | 八年級（初二） |
| 初級中學                          | 初級中學                          | 七年級（初一） |
| 初級中學                          | 初級中學                          | 六年級         |
| 小學                              | 小學                              | 五年級         |
| 小學                              | 小學                              | 四年級         |
| 小學                              | 小學                              | 三年級         |
| 小學                              | 小學                              | 二年級         |
| 小學                              | 小學                              | 一年級         |

2011年，上海拥有754所中学，764所小学。与中国其它地方不同，上海基础教育为“五四三”分段学制，即小学5年、初中4年、高中3年。同时，上海也有一些九年一贯制学校（小学和初中合并）和完全中学（初中和高中联办）。上海义务教育阶段公办学校即公办小学、公办初中采用“划片”免试就近入学制度，民办小学和初中一度實行进行面谈、考试等选拔手段。2020年起民辦學校入學不举行任何面谈和考試。2018年公辦和民辦小學實行公民同招。2020年公辦和民辦初中實行公民同招。初中毕业生升入高中阶段学校则主要通过上海中考。

### 教育教学
上海市中小学课程由基础型课程、拓展型课程、研究型探究型课程组成。不过因为应试教育风行，拓展型课程和研究型课程，以及上海中考和高考不作要求的科目的课时数常常得不到保证。
| 学段 | 基础型课程 | 扩展型课程                                                         | 研究型、探究型课程 | 周课时数 |
| ---- | --- | ------------------------------------------------------------------ | ------------------ | -------- |
| 小学 | 语文、数学、英语、道德与法治、自然、劳动技术、信息科技、体育与健身、唱游(音乐)、造型(美术)等                                       | 专题教育、班团队活动、兴趣活动、社区服务、社会实践                 |                    | 32―34节  |
| 中学 | 语文、数学、外语、科学(物理、化学、生物学)、历史、思想政治(道德与法治)、地理、信息技术(信息科技)、音乐、美术、体育与健康、劳动技术 | 学科类和活动类拓展型课程、专题教育、班团队活动、社区服务、社会实践 |                    | 34-35节  |

### 特殊教育
2012年，上海有特殊教育学校数（所）29个，包括视力残疾学校1所、听力残疾学校4所、智力残疾学校22所、其他学校2所。

### 校外教育
全市拥有各级各类少年宫、青少年科技指导站、青少年活动中心、社区少年之家、儿童乐园等近200个，也设立了一些业余创造发明学校、业余计算机学校和周末、周日科技学校等。建有东方绿舟等一批野外活动营地、军事活动营地、儿童公园和青少年儿童休闲、娱乐场所。上海市级和各区县级少年儿童图书馆全年向少年儿童免费开放。除专门的青少年校外活动场所外，上海所有的历史遗迹、文化胜地、博物馆、文体活动场所等也都免费（或低收费）向青少年儿童开放。

## 中等职业教育
2011年，上海全市共有81所中等职业学校（包括中专、职校、技校）。

## 高等教育
上海是中国高等教育最发达的地区之一。2011年，全市共有普通高等学校66所。
| 高校名称（包括前身或曾用名） | 创立日期 | 校训                   | 现任校领导                                     | 学校类型        | 备注                                 |
| --- | -------- | ---------------------- | ---------------------------------------------- | --------------- | ------------------------------------ |
| 上海交通大学 南洋公学（前身） 1999年合并上海农学院 2005年合并上海第二医科大学 | 1896年   | 饮水思源，爱国荣校     | 校长：林忠钦 党委书记：姜斯宪                  | 综合 研究1型    | 211工程、985工程                     |
| 复旦大学 复旦公学（曾用名） 2000年合并上海医科大学 | 1905年   | 博学而笃志，切问而近思 | 校长：金力 党委书记：焦扬                      | 综合 研究1型    | 211工程、985工程                     |
| 同济大学 德文医学堂（前身） 1996年合并上海城市建设学院 1996年合并上海建筑材料工业学院 2000年合并上海铁道大学 | 1907年   | 严谨、求实、团结、创新 | 校长：裴钢 党委书记：周家伦                    | 工科 研究2型    | 211工程、985工程                     |
| 华东师范大学 | 1951年   | 求实创造 为人师表      | 校长：俞立中 党委书记：张济顺                  | 师范 研究2型    | 211工程、985工程                     |
| 上海财经大学 上海商科大学（前身） 国立上海商学院（曾用名） 上海财政经济学院（曾用名） 上海财经学院（曾用名） | 1917年   | 厚德博学，经济匡时     | 校长：谈敏 党委书记：马钦荣                    | 财经 研究教学型 | 211工程                              |
| 上海外国语大学 上海外国语学院（曾用名） | 1949年   | 格高志远，学贯中外     | 校长：曹德明 党委书记：吴友富                  | 外语 研究教学型 | 211工程                              |
| 华东理工大学 华东化工学院（曾用名） | 1952年   | 勤奋求实，励志明德     | 校长：曲景平 党委书记：杜慧芳                  | 工科 研究2型    | 211工程                              |
| 东华大学 华东纺织工学院（前身） 中国纺织大学（曾用名） | 1951年   | 崇德博学 励志尚实      | 校长：徐明稚 党委书记：薛有义                  | 工科 研究教学型 | 211工程                              |
| 上海大学 上海工学院（前身） 1972年合并上海机械学院后1979年分开 1994年合并上海工业大学 1994年合并上海科技大学 1994年合并上海科技高等专科学校                                                                         | 1960年   | 自强不息，求实创新     | 校长：罗宏杰 党委书记：罗宏杰                  | 综合 研究教学型 | 211工程                              |
| 中国人民解放军海军军医大学 中国人民解放军第二军医大学（曾用名、副牌） | 1949年   | 求实创新、严谨献身     | 校长：张雁灵少将 政委：曹国庆少将              | 医药 军事       | 211工程 隶属 中国人民解放军 总后勤部 |
| 上海海事大学 吴淞商船专科学校（前身） 上海航务学院（曾用名） 上海海运学院（曾用名） | 1909年   |                        | 校长：於世成 党委书记：王宏彪                  | 工科 研究教学型 |                                      |
| 上海海洋大学 上海水产大学（曾用名） 上海水产学院（曾用名） | 1912年   | 勤朴忠实               | 校长：潘迎捷 党委书记：叶骏                    | 农业 研究教学型 |                                      |
| 上海理工大学 沪江大学（前身） 1996年合并上海机械高等专科学校 1999年合并上海光学仪器研究所 2003年吸纳上海医疗器械高等专科学校 2003年吸纳上海出版印刷高等专科学校上海机械专科学校（曾用名）上海机器制造学校（曾用名） | 1906年   | 信义勤爱 思学志远      | 校长：许晓鸣 党委书记：薛明扬                  | 工科 研究教学型 |                                      |
| 上海音乐学院 国立音乐院（前身） 国立音乐专科学校（曾用名） | 1927年   |                        | 院长：杨立青 党委书记：董金平                  | 艺术 研究教学型 |                                      |
| 上海立信会计学院 立信会计高等专科学校（曾用名） | 1928年   |                        | 院长：唐海燕 党委书记：桑秀藩                  | 财经 教学型     |                                      |
| 上海戏剧学院 上海市立实验戏剧学校（前身） 上海市立戏剧专科学校（曾用名） 2002年合并上海师范大学表演艺术学院 2002年合并上海市戏曲学校 2002年合并上海市舞蹈学校                                                       | 1945年   |                        | 院长： 党委书记：贺寿昌                        | 艺术 研究教学型 |                                      |
| 上海商学院 中央税务学校华东分校（前身） | 1950年   |                        | 院长：方名山 党委书记：方名山                  | 财经 教学型     |                                      |
| 上海电力学院 上海电业学校（前身） | 1951年   | 爱国、勤学、务实、奋进 | 院长：曹家麟 党委书记：周光耀                  | 工科 教学型     |                                      |
| 华东政法大学 华东政法学院（曾用名） | 1952年   | 笃行致知 明德崇法      | 校长：何勤华 党委书记：杜志淳                  | 政法 研究教学型 |                                      |
| 上海金融学院 上海银行学校（前身） 上海金融高等专科学校（曾用名） | 1952年   | 立诚明德，经世致用     | 院长：储敏伟 党委书记：郑沈芳                  | 财经 教学型     |                                      |
| 上海体育学院 华东体育学院（曾用名） | 1952年   |                        | 院长：姚颂平 党委书记：虞丽娟                  | 体育 研究教学型 |                                      |
| 上海电机学院 上海电器工业学校（曾用名） 上海电器制造学校（曾用名） 上海电机制造学校（曾用名） 上海电机技术高等专科学校（曾用名） 2001年合并上海机电工业职工大学 2001年合并上海市机电工业学校                        | 1953年   | 明德至善、博学笃行     | 院长： 党委书记：夏建国                        | 工科 教学型     |                                      |
| 上海师范大学 上海师范专科学校（曾用名） 上海师范学院（曾用名） 1994年合并上海技术师范学院 | 1954年   | 厚德、博学、求是、笃行 | 校长：朱自强 党委书记：陆建非                  | 师范 研究教学型 |                                      |
| 上海中医药大学 | 1956年   |                        | 校长：陈凯先 党委书记：谢建群                  | 医药 研究教学型 |                                      |
| 上海对外贸易学院 | 1960年   |                        | 院长：王新奎 党委书记：武克敏 名誉院长：裘劭恒 | 财经 教学型     |                                      |
| 上海第二工业大学 上海市业余工业大学（曾用名） 2001年合并上海东沪职业技术学院 | 1960年   | 厚德、厚生、厚技       | 校长： 党委书记：徐佩莉                        | 工科 教学型     |                                      |
| 上海工程技术大学 | 1978年   |                        | 校长：汪泓 党委书记：曹伟武                    | 工科 教学型     |                                      |
| 上海政法学院 上海市政法管理干部学院（曾用名） 上海法律专科学校（曾用名） 上海法律高等专科学校（曾用名） 上海大学法学院（曾用名）                                                                                    | 1984年   |                        | 校长：刘晓红 党委书记：杨俊一                  | 政法 教学型     |                                      |
| 上海杉达学院 上海杉达大学（曾用名） | 1992年   |                        | 校长：袁济 党委书记：袁济                      | 教学型          | 民办                                 |
| 上海应用技术学院 由上海冶金高等专科学校， 上海轻工业高等专科学校、 上海化工高等专科学校 三校合并 | 2000年   |                        | 院长：卢冠忠 党委书记：祁学银                  | 工科 教学型     |                                      |

## 终身教育
上海终身教育包括面授、函授、广播、电视、网络等多种形式，分为学历教育和非学历教育两类。其中，学历教育中包括成人高等教育和成人中等教育，非学历教育则包含社区教育、继续教育、技能培训、农村教育和老年教育等。

## 国际学校
- 上海惠灵顿外籍人员子女学校
- 上海法国外籍人员子女学校
- 上海德国学校
- 上海日本人学校
- 上海韩国外籍人员子女学校
- 上海新加坡外籍人员子女学校
- The British International School Shanghai Pudong Campus（英语：The British International School Shanghai Pudong Campus）
- The British International School Shanghai, Puxi Campus（英语：The British International School Shanghai, Puxi Campus）
- 上海德威外籍人员子女学校
- 上海美国学校
- 上海李文斯顿美国学校
- Russian Consulate School in Shanghai[12]

## 教師
2021年1月14日，上海市教委、中共上海市委机构编制委员会办公室、上海市人力资源社会保障局、上海市财政局联合出台《关于进一步加强上海市中小学教师人事管理制度建设的指导意见》，要求每位上海中小學教师10年内须有规定的流动记录。